# De fikser
De fikser is een roman van Bernard Malamud uit 1966. Het boek werd geïnspireerd door het verhaal van Menahem Mendel Beilis, een onterecht gevangen gehouden Jood in het tsaristische Rusland. Het proces rond Beilis in 1913 veroorzaakte internationale verontwaardiging en staat bekend als de Bejlis-affaire. De roman won de Pulitzerprijs in 1967.
Het boek werd in 1968 verfilmd.

## Verhaal
De roman gaat over Yakov Bok, een Joodse klusjesman. Hij woont in Kiev zonder officiële toelating en wordt gearresteerd op verdenking van moord wanneer een christelijke jongen wordt vermoord tijdens het joodse Paasfeest. Hij wordt gevangen gehouden zonder officiële aanklacht, bezoekers en juridische hulp worden geweigerd. Bok wordt tijdens zijn verblijf in de gevangenis regelmatig verhoord. Hij wordt onder meer gevraagd naar zijn politieke overtuigingen, waarna hij antwoordt apolitiek te zijn. Gedurende de vele maanden die hij in de gevangenis zit, denkt hij na over zijn trieste leven en de menselijke natuur in het algemeen. Hij vergeeft zijn ex-vrouw die hem verliet voor het boek begon. Deze vergeving is van grote symbolische waarde in Boks spirituele groei.
Het boek eindigt wanneer Bok uiteindelijk toch wordt aangeklaagd en het tot een proces komt. In de laatste scène, onderweg naar het gerechtshof, heeft hij een denkbeeldig gesprek met de tsaar. Hij klaagt de tsaar aan als zijnde de leider over het meest achterlijke regime in Europa. Hij erkent ook dat “er niet zoiets is als een apolitiek man, vooral een Jood”.